# Como Calcio 1999-2000
Questa voce raccoglie le informazioni riguardanti il Como Calcio nelle competizioni ufficiali della stagione 1999-2000.

## Stagione
Nella stagione 1999-2000 il Como disputa il girone A del campionato di Serie C1, raccoglie 44 punti con il decimo posto in classifica. Il presidente Enrico Preziosi vuole la Serie B, ma anche questa stagione non regala molte soddisfazioni ai tifosi del Como. Si parte con al timone Walter De Vecchi, ma si tratta ancora di una falsa partenza, vittoria di Siena a parte, contro la squadra che domina il campionato il Como vince (0-2) il 26 settembre, la seconda vittoria arriva solo a metà dicembre, dall'ottava giornata la squadra lariana passa nelle mani di Giampiero Marini senza trovare gli spunti per ritornare in alto. A metà marzo si prova con un nuovo allenatore Loris Dominissini che traghetta il Como al decimo posto finale, a nove punti dai playoff. Nella sua seconda e ultima stagione a Como Tommaso Rocchi mette insieme 16 reti, 7 in Coppa Italia e 9 in campionato. Nella Coppa Italia nazionale il Como disputa il girone 6, che promuove il Napoli al secondo turno. Nella Coppa Italia di Serie C i lariani entrano in scena nei sedicesimi superando la Biellese, mentre negli ottavi sono eliminati dall'AlbinoLeffe.

## Rosa

Alex Brunner, nuovo portiere.

| N. |                     | Ruolo | Calciatore            |
| -- | ------------------- | ----- | --------------------- |
|    | Italia (bandiera)   | P     | Simone Braglia        |
|    | Italia (bandiera)   | P     | Alex Brunner          |
|    | Svizzera (bandiera) | P     | Endrik Marfia         |
|    | Italia (bandiera)   | P     | Gianluca Spinelli     |
|    | Italia (bandiera)   | D     | Alberto Comazzi       |
|    | Italia (bandiera)   | D     | Giovanni Fasce        |
|    | Italia (bandiera)   | D     | Corrado Ferracuti     |
|    | Italia (bandiera)   | D     | Carlo Gervasoni       |
|    | Italia (bandiera)   | D     | Marco Mallus          |
|    | Italia (bandiera)   | D     | Tommaso Movilli       |
|    | Italia (bandiera)   | D     | Vincenzo Pandullo     |
|    | Italia (bandiera)   | D     | Francesco Rossi       |
|    | Italia (bandiera)   | D     | Luca Ungari           |
|    | Italia (bandiera)   | D     | Massimiliano Zazzetta |
|    | Italia (bandiera)   | C     | Matteo Ambrosoni      |
|    | Italia (bandiera)   | C     | Andrea Ardito         |

| N. |                   | Ruolo | Calciatore             |
| -- | ----------------- | ----- | ---------------------- |
|    | Italia (bandiera) | C     | Francesco Campolattano |
|    | Italia (bandiera) | C     | Andrea Chiopris Gori   |
|    | Italia (bandiera) | C     | Oscar Damiani          |
|    | Italia (bandiera) | C     | Roberto De Zerbi       |
|    | Italia (bandiera) | C     | Filippo Masolini       |
|    | Italia (bandiera) | C     | Massimiliano Ferrigno  |
|    | Italia (bandiera) | C     | Omar Milanetto         |
|    | Italia (bandiera) | C     | Stefano Pagani         |
|    | Italia (bandiera) | C     | Daniele Papis          |
|    | Italia (bandiera) | A     | Cristian Bertani       |
|    | Italia (bandiera) | A     | Cristiano Masitto      |
|    | Italia (bandiera) | A     | Massimiliano Memmo     |
|    | Italia (bandiera) | A     | Stefano Panzeri        |
|    | Italia (bandiera) | A     | Tommaso Rocchi         |
|    | Italia (bandiera) | A     | Claudio Salvi          |
|    | Italia (bandiera) | A     | Luca Saudati           |

## Risultati

### Serie C1

#### Girone di andata
| Como 5 settembre 1999 1ª giornata | Como                | 0 – 0 | Cittadella | Stadio Giuseppe Sinigaglia\| Arbitro: \| Carlucci (Molfetta) \| |
| Arbitro:                          | Carlucci (Molfetta) |       |            |                                                                 |

| Arbitro: | Campofiorito (Chiavari) |

|              |           |                     |
| Trapella 64’ | Marcatori | 77’ (rig.) Masolini |

| Arbitro: | Ardito (Bari) |

|  |           |                                      |
|  | Marcatori | 3’ Arricca 28’ Bizzarri 54’ Cecchini |

| Arbitro: | Niccolai (Livorno) |

|  |           |                                |
|  | Marcatori | 17’ (rig.) Masolini 54’ Rocchi |

| Arbitro: | Pieri (Genova) |

|              |           |            |
| Ferrigno 77’ | Marcatori | 72’ Barban |

| Arbitro: | Ferlito (Prato) |

|                   |           |           |
| Borneo 84’ (rig.) | Marcatori | 44’ Salvi |

| Arbitro: | Palmieri (Cosenza) |

|                     |           |              |
| Masolini 34’ (rig.) | Marcatori | 61’ Saverino |

| Arbitro: | Ferrari (Roma) |

|              |           |  |
| Colacone 37’ | Marcatori |  |

| Arbitro: | Morganti (Ascoli Piceno) |

|  |           |                        |
|  | Marcatori | 21’ Muoio 80’ Quaranta |

| Arbitro: | S. Ayroldi (Molfetta) |

|  |           |             |
|  | Marcatori | 34’ Damiani |

| Como 21 novembre 1999 11ª giornata | Como          | 0 – 0 | Lumezzane | Stadio Giuseppe Sinigaglia\| Arbitro: \| Cenni (Imola) \| |
| Arbitro:                           | Cenni (Imola) |       |           |                                                           |

| Arbitro: | Girardi (San Donà di Piave) |

|             |           |               |
| Trocini 69’ | Marcatori | 80’ Milanetto |

| Como 5 dicembre 1999 13ª giornata | Como                | 0 – 0 | Livorno | Stadio Giuseppe Sinigaglia\| Arbitro: \| Carlucci (Molfetta) \| |
| Arbitro:                          | Carlucci (Molfetta) |       |         |                                                                 |

| Arbitro: | Cannella (Palermo) |

|  |           |                        |
|  | Marcatori | 48’ Rocchi 90’ Bertani |

| Arbitro: | Amato (Castellammare di Stabia) |

|            |           |  |
| Rocchi 34’ | Marcatori |  |

| Arbitro: | Cavallaro (Legnago) |

|                                   |           |  |
| Cancellato 25’ (rig.) Merloni 58’ | Marcatori |  |

| Arbitro: | Cavuoti (Vasto) |

|                    |           |                 |
| Masitto 42’ (rig.) | Marcatori | 24’ Maffioletti |

#### Girone di ritorno
| Arbitro: | Ferone (Terni) |

|            |           |  |
| Scarpa 20’ | Marcatori |  |

| Arbitro: | Nigro (Torre del Greco) |

|            |           |             |
| Rocchi 63’ | Marcatori | 55’ Corradi |

| Arbitro: | Ponzalli (Firenze) |

|              |           |             |
| Bizzarri 53’ | Marcatori | 77’ Comazzi |

| Como 30 gennaio 2000 21ª giornata | Como               | 0 – 0 | Siena | Stadio Giuseppe Sinigaglia\| Arbitro: \| Cannella (Palermo) \| |
| Arbitro:                          | Cannella (Palermo) |       |       |                                                                |

| San Donà di Piave 6 febbraio 2000 22ª giornata | San Donà            | 0 – 0 | Como | Stadio Verino Zanutto\| Arbitro: \| Lombardi (Lanciano) \| |
| Arbitro:                                       | Lombardi (Lanciano) |       |      |                                                            |

| Como 13 febbraio 2000 23ª giornata | Como               | 0 – 0 | Cremonese | Stadio Giuseppe Sinigaglia\| Arbitro: \| Griselli (Livorno) \| |
| Arbitro:                           | Griselli (Livorno) |       |           |                                                                |

| Arbitro: | Ponzalli (Firenze) |

|                               |           |              |
| Saverino 34’ Centi 40’ (rig.) | Marcatori | 52’ F. Rossi |

| Como 5 marzo 2000 25ª giornata | Como                  | 0 – 0 | Lucchese | Stadio Giuseppe Sinigaglia\| Arbitro: \| Cuttica (Alessandria) \| |
| Arbitro:                       | Cuttica (Alessandria) |       |          |                                                                   |

| Arbitro: | Cannella (Palermo) |

|  |           |                          |
|  | Marcatori | 45+1’ Memmo 52’ Ferrigno |

| Arbitro: | Dondarini (Finale Emilia) |

|            |           |  |
| Rocchi 47’ | Marcatori |  |

| Arbitro: | Mazzoleni (Bergamo) |

|           |           |              |
| Zubin 80’ | Marcatori | 50’ Ferrigno |

| Arbitro: | Girardi (San Donà di Piave) |

|                                              |           |           |
| Damiani 50’ Ferracuti 72’ (rig.) Bertani 84’ | Marcatori | 88’ Orfei |

| Arbitro: | Cenni (Imola) |

|                           |           |              |
| Carruezzo 2’ Nincheri 68’ | Marcatori | 23’ Ferrigno |

| Arbitro: | Dondarini (Finale Emilia) |

|                                               |           |  |
| Memmo 24’ Ferrigno 35’ Rocchi 78’ Damiani 84’ | Marcatori |  |

| Arbitro: | Tonin (Piombino) |

|             |           |            |
| Granori 51’ | Marcatori | 40’ Rocchi |

| Arbitro: | Morganti (Ascoli Piceno) |

|            |           |  |
| Rocchi 85’ | Marcatori |  |

| Arbitro: | Castellin (Conselve) |

|                                                      |           |                                     |
| Sonzogni 3’ Maffioletti 28’ Bifini 35’ Del Prato 67’ | Marcatori | 11’ (rig.), 27’ Ferrigno 13’ Rocchi |

### Coppa Italia

#### Fase preliminare - Girone 6
| Arbitro: | Rosetti (Torino) |

|                                    |           |                   |
| De Zerbi 5’ Rocchi 83’, 88’ (rig.) | Marcatori | 94’ (rig.) Fanesi |

| Arbitro: | Bolognino (Milano) |

|              |           |             |
| Lombardi 87’ | Marcatori | 72’ Comazzi |

| Arbitro: | Strazzera (Trapani) |

|                                |           |  |
| Di Michele 18’, 65’ Santos 81’ | Marcatori |  |

| Arbitro: | Preschern (Mestre) |

|                                     |           |                               |
| Rocchi 12’ Movilli 18’ De Zerbi 50’ | Marcatori | 3’ Di Jorio 48’, 66’ Kolousek |

| Arbitro: | Tombolini (Ancona) |

|  |           |                                    |
|  | Marcatori | 47’ Rocchi 48’ Saudati 80’ Damiani |

| Arbitro: | Trentalange (Torino) |

|              |           |                         |
| De Zerbi 77’ | Marcatori | 40’ Robbiati 82’ Miceli |

### Coppa Italia Serie C

#### Sedicesimi di finale
| Arbitro: | Liberti (Genova) |

|            |           |             |
| Sinato 19’ | Marcatori | 73’ Bertani |

| Arbitro: | Vicinanza (Albenga) |

|                                                 |           |  |
| Milanetto 15’, 55’ Rocchi 22’ De Zerbi 57’, 77’ | Marcatori |  |

#### Ottavi di finale
| Arbitro: | Maselli (Lucca) |

|            |           |             |
| Rocchi 74’ | Marcatori | 37’ Araboni |

| Arbitro: | G. Rossi (Rimini) |

|                             |           |            |
| Di Sabato 60’ Del Prato 76’ | Marcatori | 54’ Rocchi |